# Agrilus berkwae
Agrilus berkwae é uma espécie de inseto do género Agrilus, família Buprestidae, ordem Coleoptera. Foi descrita cientificamente por Curletti, 2002.